# Jau-Dignac-et-Loirac

Jau-Dignac-et-Loirac este o comună în departamentul Gironde din sud-vestul Franței. În 2009 avea o populație de 1.033 de locuitori.

## Evoluția populației
| An        | 1975 | 1982 | 1990 | 1999 | 2006 | 2009  |
| --------- | ---- | ---- | ---- | ---- | ---- | ----- |
| Populație | 808  | 803  | 836  | 866  | 978  | 1.033 |